# Иловец (река)
Иловец — река в Тверской области России, протекает по территории Лесного и Удомельского районов. Вытекает из одноимённого озера, впадает в озеро Павловское (исток р. Сарагожи). Длина реки составляет 22 км, площадь водосборного бассейна — 368 км².

## Данные водного реестра
По данным государственного водного реестра России относится к Верхневолжскому бассейновому округу, водохозяйственный участок реки — Молога от истока и до устья, речной подбассейн реки — Реки бассейна Рыбинского водохранилища. Речной бассейн реки — (Верхняя) Волга до Куйбышевского водохранилища (без бассейна Оки).
Код объекта в государственном водном реестре — 08010200112110000006214.